# Circe oferint la copa a Odisseu (Waterhouse)
Circe oferint la copa a Odisseu és una pintura d'oli d'estil prerafaelita de John William Waterhouse realitzada el 1891.
La pintura descriu l'escena de la mitologia grega en què la fetillera Circe ofereix a Odisseu (Ulisses per als romans) una copa que conté una poció per a fer-lo caure sota el seu encanteri, com ja havia fet amb la seva tripulació. Odisseu es pot veure en el mirall representat darrere del tron de Circe, mentre que un dels membres de la seva tripulació, màgicament transformat en un porc, es pot veure als peus de Circe.